# Andrés Contero
Andrés Contero también conocido como Capitán Contero (Sonsoto, provincia de Segovia, Corona de Castilla, ca. 1487 / 1495 - Santiago de Guayaquil, Imperio español, 1585) fue un explorador, gobernante y conquistador español.

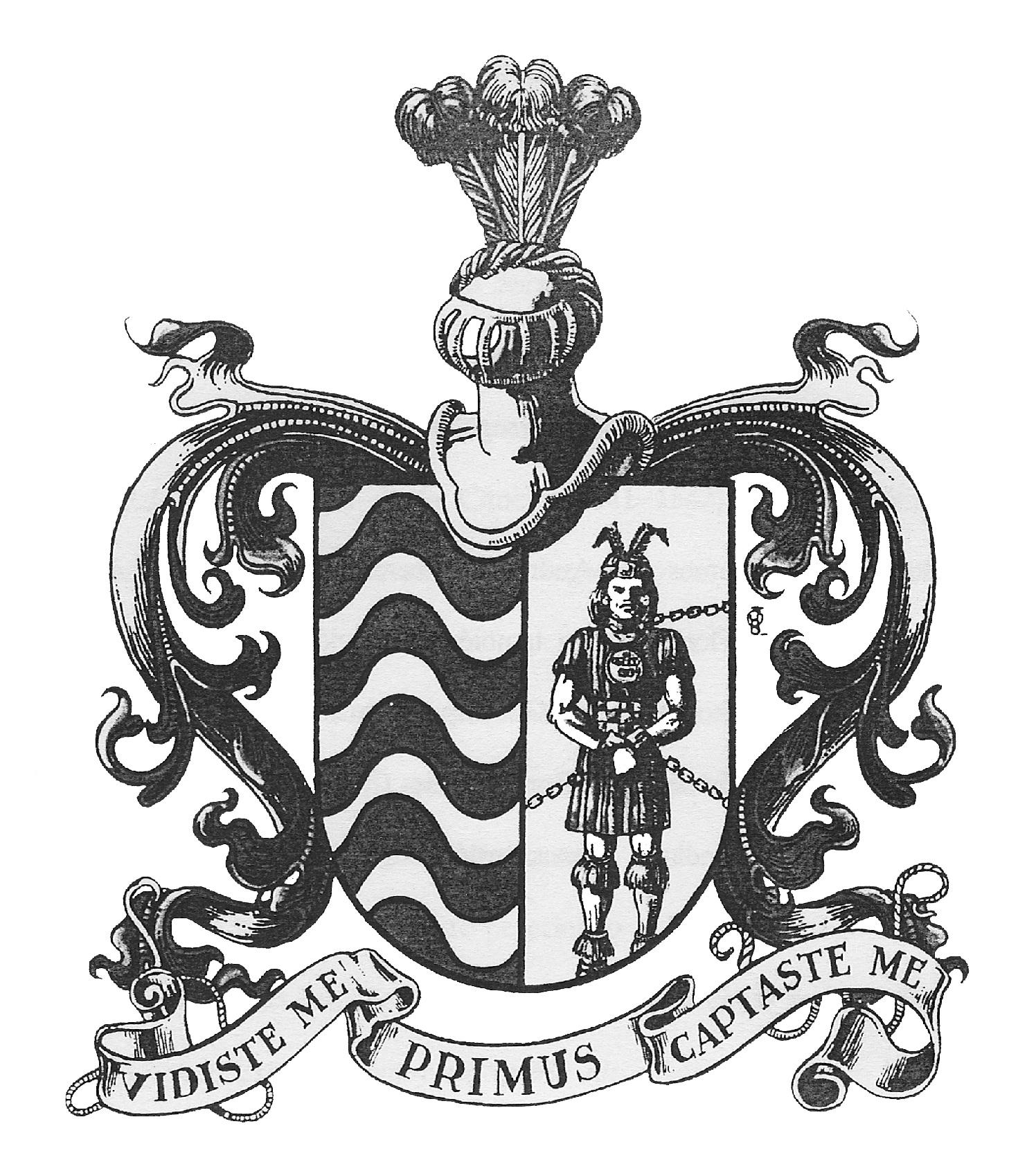
Escudo de Andrés Contero en el que se ven representadas sus dos principales hazañas con agua a la derecha (Océano Pacífico) y un inca preso a la izquierda (Atahualpa)

Fue el primer europeo en divisar el océano Pacífico en su costa oriental, el 25 de septiembre de 1513 desde un acantilado, y el captor de Atahualpa, el último emperador inca el 3 de mayo de 1533. También se cree que pudo ser uno de los Trece de la Fama.

## Biografía

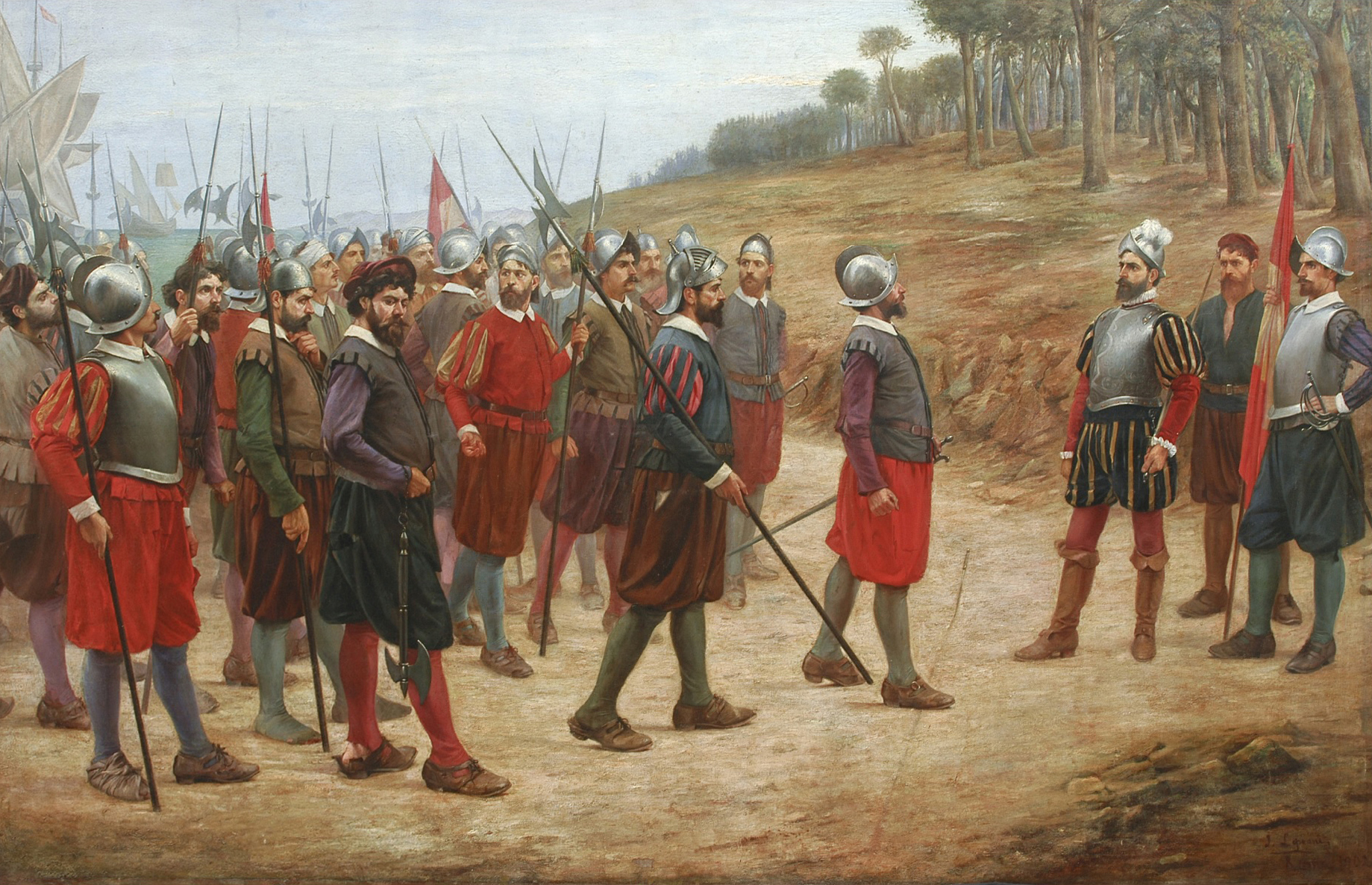
Francisco Pizarro en la isla del Gallo, invitando a sus soldados a cruzar la línea trazada en el suelo, si deseaban seguir en su expedición hacia el Perú.

Nació en la villa de Sonsoto, próxima a la ciudad de Segovia, según algunas fuentes en 1487 y según otras en 1495. Cuando tenía 11 años, el ya experimentado explorador y conquistador Vasco Núñez de Balboa se alojó en su hogar y convenció a su familia para que fuera su escudero personal, dedicado a cargar su lanza. Viajó ya como escudero acompañando a Balboa a Sevilla y se embarcó en una expedición real que tenía como destino la recién descubierta tierra centroamericana. Aquí tomó parte en el viaje que llegó por primera vez hasta el Golfo de Darién en el año 1509, estando con Fernández de Enciso y Núñez de Balboa, a quien escudaba al mando.
Años después, sus expediciones vencieron en varias escaramuzas al cacique local Ponza; en estas logró aprender las lenguas aborígenes, útil tarea que le valió luego para ser intérprete durante el pacto de una tregua con el cacique local Panguiaco. A modo de agradecimiento por estos servicios, Balboa hizo de su escudero también “paje de jineta”, es decir, que ahora también estaba encargado de cuidar su caballo.
Poco después, el 25 de septiembre de 1513, durante una expedición con Balboa se adelantó al resto de los exploradores hasta una pequeña elevación, divisando desde allí el Océano Pacífico y convirtiéndose en el primer europeo que vio este océano desde su costa oriental, y, emocionado, se desplazó hasta la playa, entró en el mar hasta las rodillas y gritó al resto de la expedición que llegaba tras él: “Esta tierra es para mi rey de España, esta tierra es para mi rey de España”.
Por este descubrimiento, toda la expedición fue premiada y en especial Contero, a quien lo nombraron sargento. Por conflictos entre Pedro Arias Dávila y Balboa, el primero capturó al segundo y lo mandó decapitar. Contero estuvo desde entonces al servicio de Gaspar de Morales. Al poco tiempo, los indígenas le hirieron con una flecha envenenada, pero tras unas cuantas semanas de enfermedad se salvó contra todo pronóstico.
Se estableció en la Ciudad de Panamá y fue allí padre de Andrés Contero, alias el Mozo, hacia 1513. Participó en la captura del último emperador inca, Atahualpa, agarrándole por la pierna, el 3 de mayo de 1533. En 1538 ya había llegado a teniente general de la provincia de Zumaco y fundó la ciudad de Ávila con españoles. 
En el año 1540 era uno de los principales habitantes de la ciudad de Guayaquil, donde acometió obras públicas. Un año después participó en la fallida expedición de Gonzalo Pizarro, que dio como resultado el descubrimiento por los europeos del río Amazonas, avistado por Francisco de Orellana. Cuando volvió de la expedición, estaba muy maltrecho y casi irreconocible. Dos años después, en 1543, fue herido gravemente en cinco ocasiones al participar junto al virrey Blasco Núñez de Vela en la batalla de Iñaquito junto a Quito.
Tomó posesión junto a Pedro de la Gasca de Baba, Mompenitos, Mapan y Pimocha en la provincia de Guayaquil antes de los indios. Por estas fechas era Corregidor de Guayaquil hasta que en 1568 se convirtió en gobernador de la provincia de las Esmeraldas. Ese mismo año exploró el río Babahoyo y al siguiente fundó la población de Castro.
Con casi 100 años falleció con gran descendencia en Guayaquil, actual Ecuador.